# Castello di Spezzano
Il castello di Spezzano, detto anche rocca Coccapani, è la struttura militare più importante del territorio di Fiorano Modenese, sede, inoltre, del Museo della ceramica e dell'acetaia comunale.

## Storia

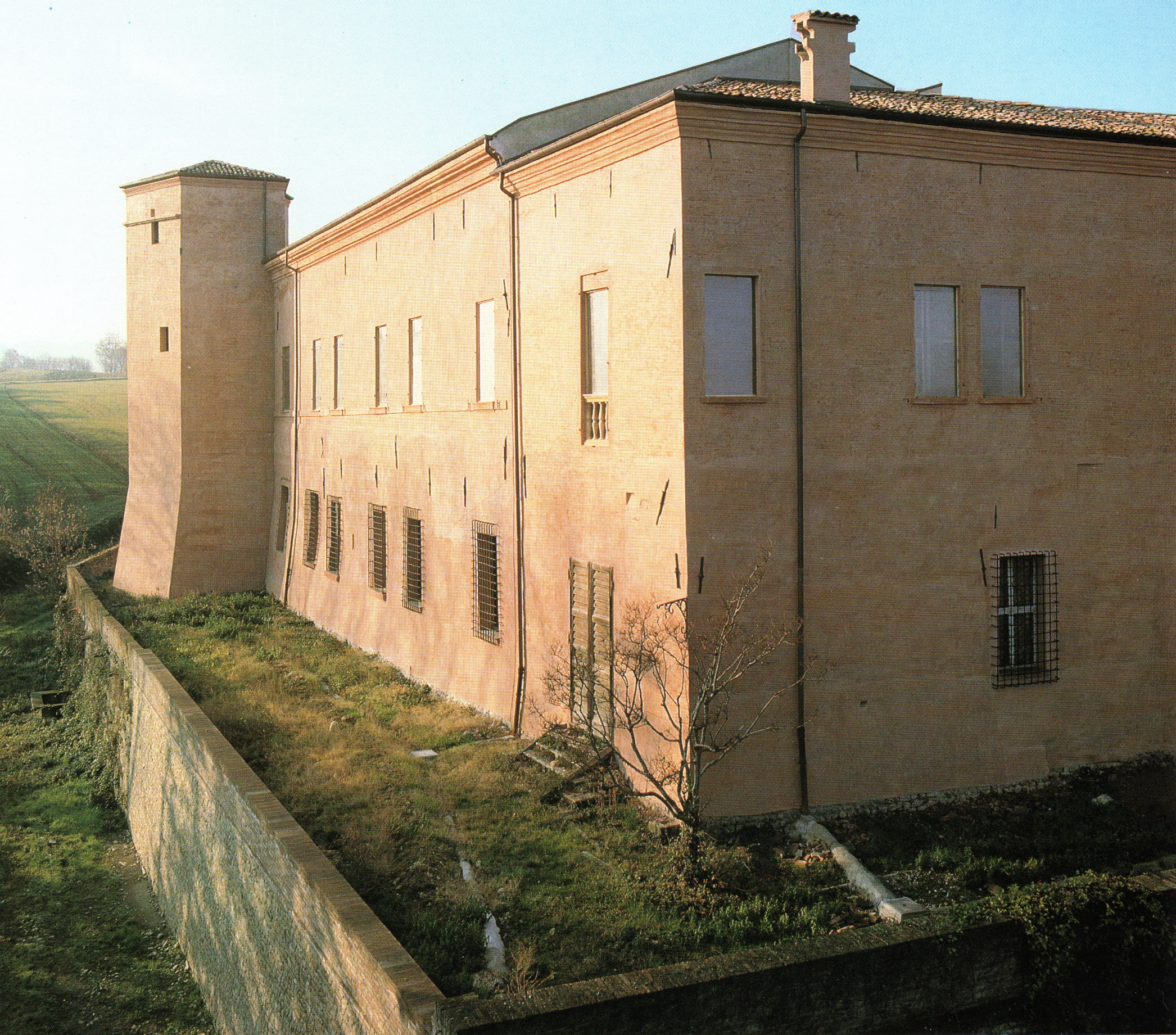
Castello di Spezzano, angolo nord-est

L'edificio esiste, probabilmente, dall'XI secolo anche se i primi documenti che ufficialmente ne parlano sono più recenti. Il più antico è in Sacramentum Extimatoris, una rubrica degli statuti del comune di Modena del 1225, in cui viene chiamato Castro Spezani. In epoca medioevale il complesso si presentava con un mastio, le torri, la cinta muraria, qualche casa, il pozzo interno alle mura, granai, fienili, magazzini ed una cappella dedicata a Sant'Agata.
Nel 300 venne scavato il fossato e l'ingresso era sovrastato da una torre con ponte levatoio. Il ponte levatoio fu demolito e ricostruito nel 1795 per via del suo grave stato di degrado.
Il castello svolse, almeno fino al XV secolo, la funzione di difendere e proteggere la popolazione oltre che costituire un ottimo luogo d'osservazione per l'arrivo dei nemici grazie alla sua collocazione geografica. La sua capacità di difesa militare venne messa sicuramente alla prova il 19 maggio 1355 quando resistette per quindici giorni ad un assedio di duemila cavalli e mille fanti degli estensi senza che gli invasori riuscissero ad espugnarlo.

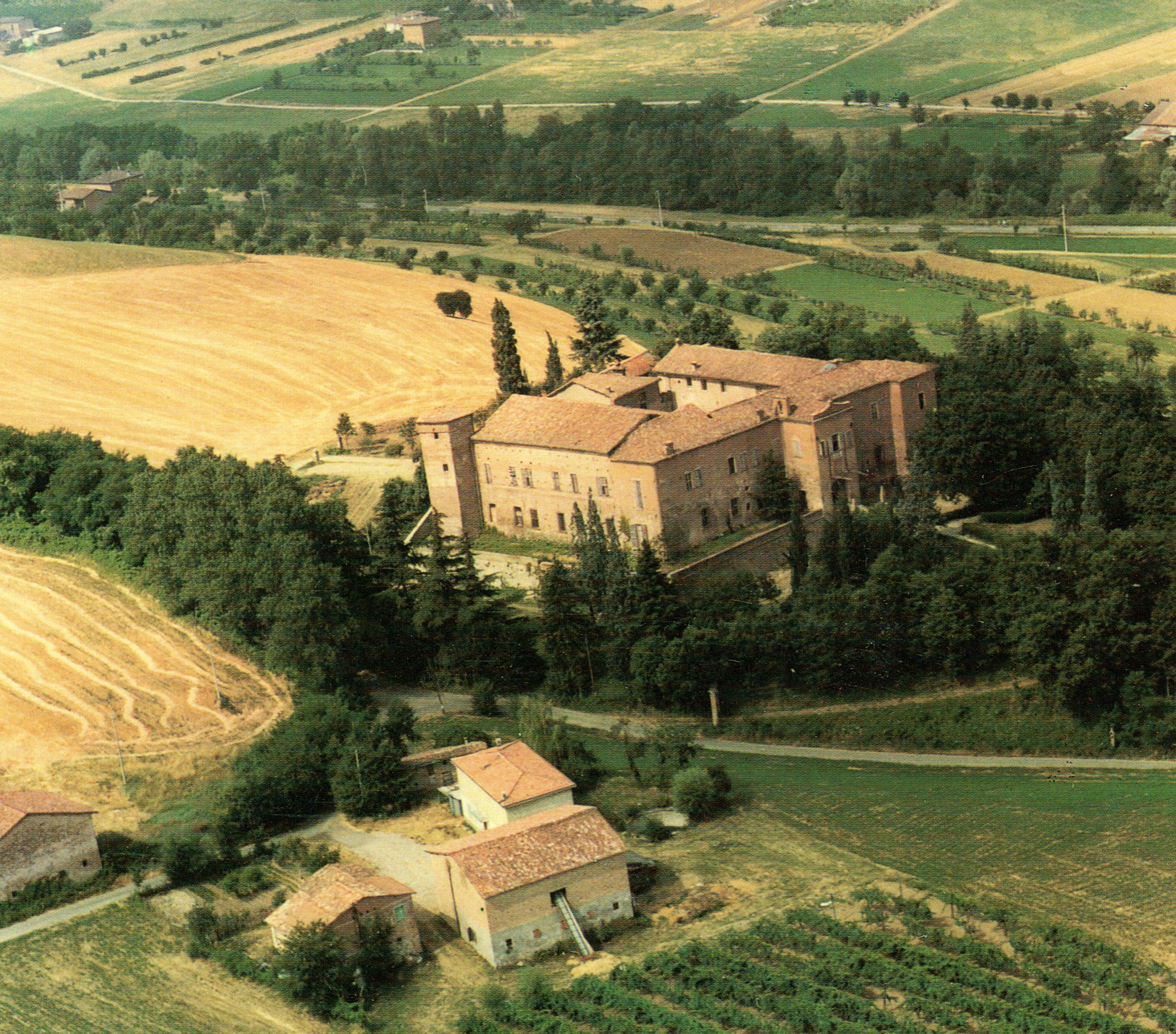
Spezzano: il castello ed il borgo "del Poggio"

Nel 1393 il marchese di Ferrara Alberto V d'Este concesse in feudo il castello a Marco I Pio, signore di Carpi. Nello stesso anno Alberto venne a mancare e Niccolò III d'Este, succeduto al padre Alberto, riconfermò il feudo a Marco I Pio nel 1405.
Nei primi anni del 1500 Alessandro Pio di Savoia ereditò dal padre Giberto, I signore di Sassuolo, il castello di Spezzano e decise di renderlo una delle cinque sedi podestarili. Da questo momento in avanti il maniero iniziò il suo percorso che lo porterà ad essere sempre meno utilizzato per scopi militari e sempre più come residenza politico-amministrativa del signore. Marco Pio decise di fare costruire il suo palazzo sulle mura ed i lavori iniziarono nel 1529.

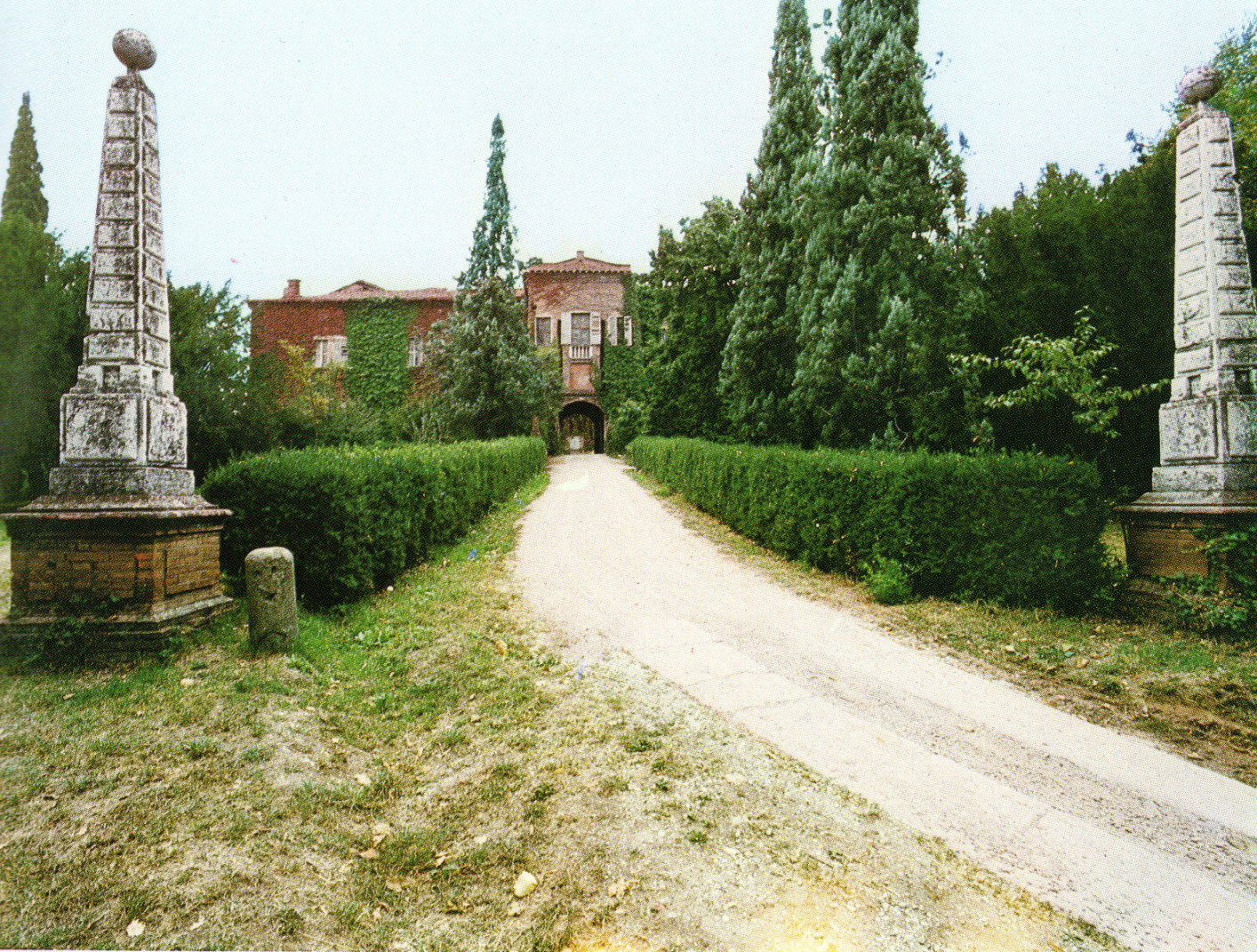
Castello di Spezzano, fronte settentrionale

Sul finire del XVI secolo, Marco Pio di Savoia era signore di Sassuolo e quindi anche di Fiorano e Spezzano, nell'esercizio del suo potere decise di fare demolire la cappella dedicata a Sant'Agata e di utilizzare il materiale così prodotto per la costruzione del palazzo nel castello di Spezzano.

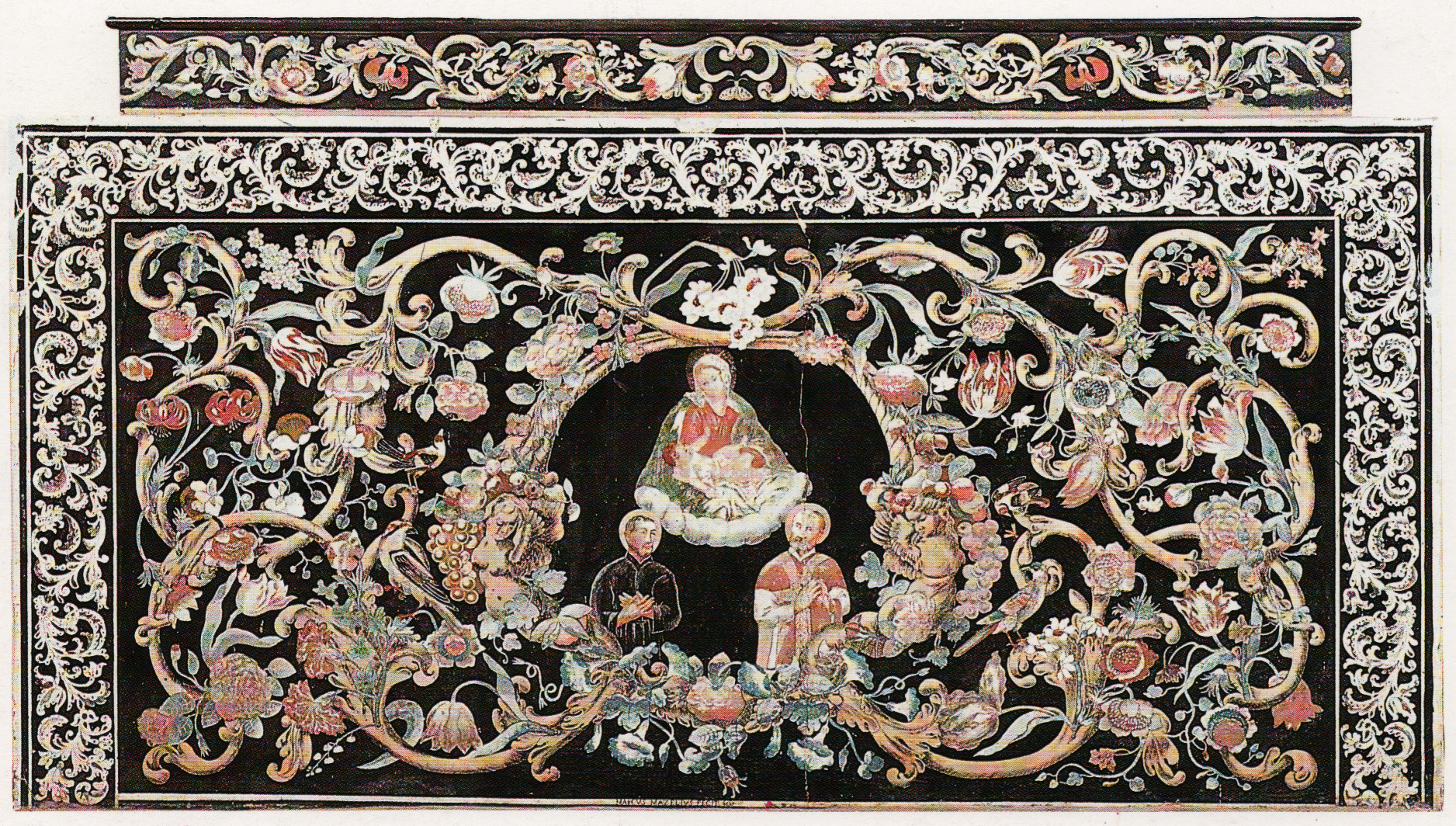
Castello di Spezzano, cappella: altare con paliotto in scagliola, opera dell'artista Giammarco Mazzelli nel 1699

Alla morte di Marco Pio di Savoia, nel 1599, il castello passò al duca di Modena e Reggio Cesare d'Este, alla cui casata rimase per trent'anni fino a che, nel 1629, l'intero feudo e la rocca passarono al marchese Guido Coccapani. Alfonso Coccapani, figlio di Guido, prese formalmente possesso di Fiorano all'inizio di giugno 1651. Spezzano rimase il capoluogo del marchesato, ed in particolare il Castello di Spezzano fu residenza del governatore o podestà o commissario agli ordini del marchese e che lo rappresentava tanto nell'amministrazione civile che in quella giudiziale. Dopo di lui lo ereditò Filippo Antonio Coccapani (1660 - 1723). Coccapani decise di fare costruire una cappella dedicata a Maria Vergine, fece costruire nel 1699 un altare con paliotto dell'artista carpigiano Giammarco Mazzelli.
Quando Filippo Antonio Coccapani morì il 5 marzo 1723 il castello passò quindi al figlio Luigi che lo mantenne fino alla sua morte nel 1755. A Luigi succedette il figlio Ludovico Coccapani, ultimo feudatario di Spezzano. Nel 1797 il castello ottenne il titolo di Rocca o palazzo nazionale.
A partire dal 1809 cessa l'autonomia di Spezzano che viene accorpata al Comune di Sassuolo e di conseguenza ha fine ogni funzione pubblica ancora in essere del castello che diventa esclusivamente residenza della famiglia Coccapani in affitto dal regio demanio. Nel 1811 Luigi Maria Coccapani riottenne la proprietà del castello per decreto reale. Nel periodo che va dal 1862 al 1890, i Coccapani effettuarono consistenti restauri ed ampliamenti della struttura.
Nei primi del 1900 la proprietà del castello passò ai conti Pignatti Morano.
Nel 1982 il comune di Fiorano Modenese lo acquistò rendendolo di proprietà pubblica.

### Cronologia dei proprietari

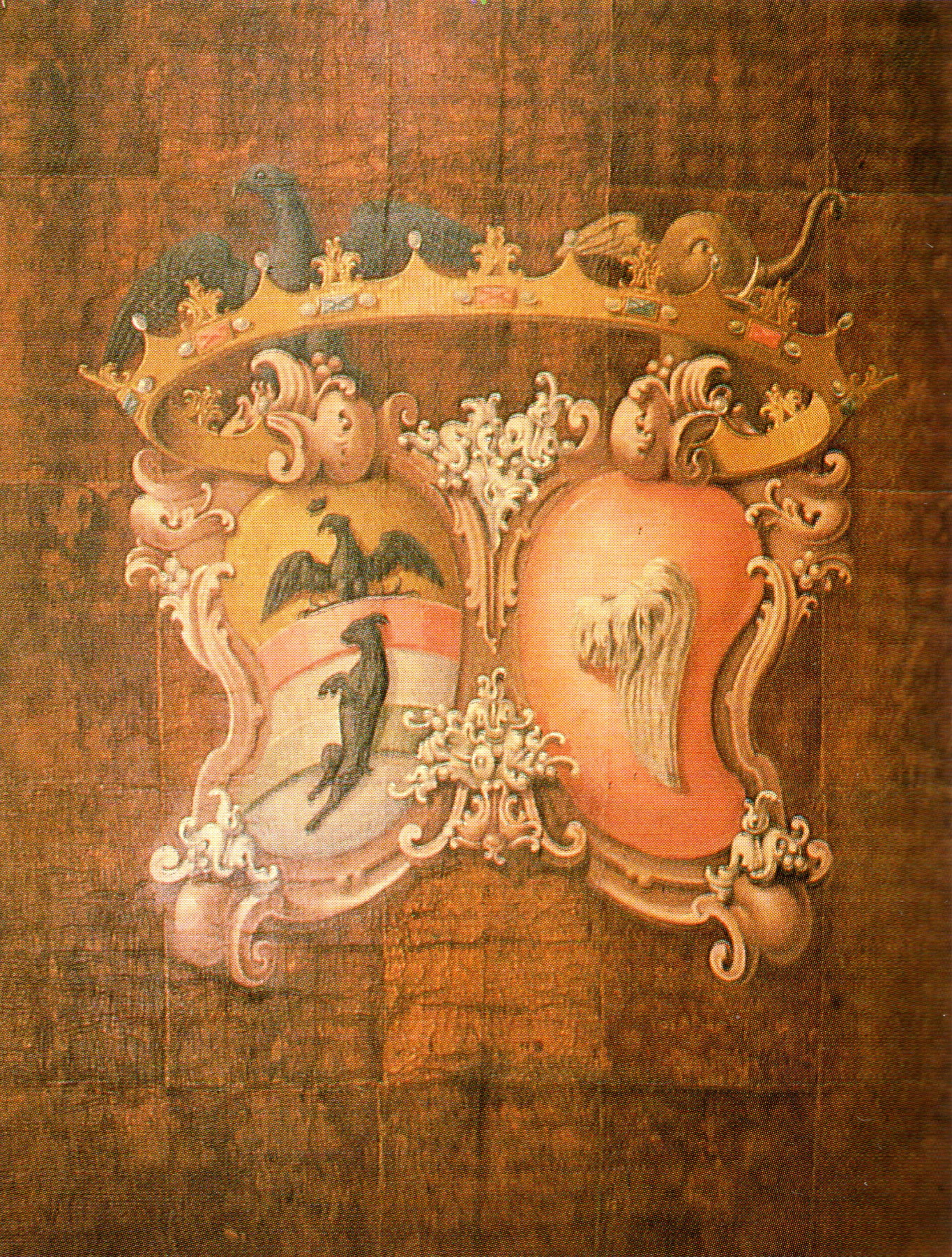
Castello di Spezzano, interno: fondale in cuoio dipinto illustrante lo stemma della famiglia Coccapani Bevilacqua

Di seguito è riportata la cronologia dei proprietari noti.
| A partire dal | Proprietario                                 |
| ------------- | -------------------------------------------- |
| ...           | ignoto                                       |
| XI secolo     | signoria dei Da Spezzano                     |
| XIII secolo   | signoria dei Da Castello                     |
| 1393          | Marco I Pio                                  |
| ...           |                                              |
| 1499          | Giberto Pio di Savoia, I signore di Sassuolo |
| 1500          | Alessandro Pio di Savoia                     |
| 1527          | Enea Pio di Savoia                           |
| 1525          | Giberto II Pio di Savoia                     |
| 1554          | Ercole Pio di Savoia                         |
| 1571          | Marco Pio di Savoia                          |
| 1599          | Cesare d'Este                                |
| 1629          | Guido Coccapani                              |
| 1651          | Alfonso Coccapani                            |
| 1660          | Filippo Antonio Coccapani                    |
| 1723          | Luigi Coccapani                              |
| 1755          | Ludovico Coccapani                           |
| 1796          | regio demanio                                |
| 1811          | Luigi Maria Coccapani                        |
| ...           |                                              |
| inizi 1900    | Pignatti Morano                              |
| ...           |                                              |
| 1982          | comune di Fiorano Modenese                   |

## Camera della Ragione
La camera della Ragione, situata poco dopo l'ingresso dal ponte levatoio sulla sinistra, venne utilizzata fin dal 1629 per le riunioni del consiglio comunale. La stanza nei primi anni del 1600 era arredata con due scrivanie di noce e tre sedie più un grande banco per scrivere, all'interno era inoltre custodito, con tanto di lucchetti, un baule contenente i registri dell'Estimo, i verbali delle deliberazioni consiliari, il codice delle leggi ed i registri delle spese e delle entrate.
Nella seconda metà del 1800 la camera della Ragione venne destinata a contenere una collezione di armi antiche che venne donata da Paolo Coccapani Imperiali al Museo Civico di Modena nel 1898.

## Galleria delle battaglie

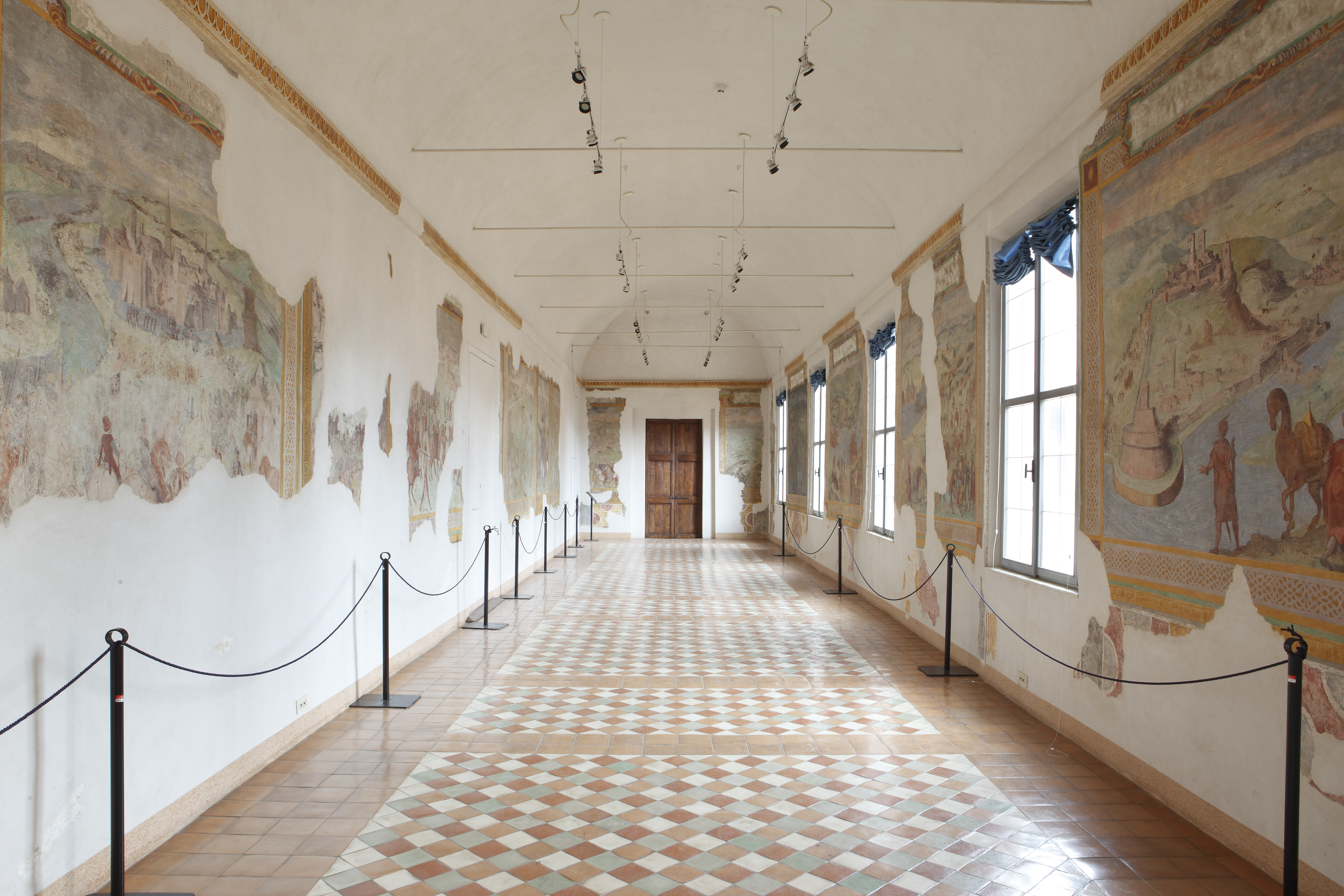
Veduta complessiva della Galleria delle battaglie nel Castello di Spezzano

Al primo piano del castello, nella parte nobile, si trova la "Galleria delle battaglie", un ciclo di affreschi di epoca rinascimentale organizzato in riquadri di diverse dimensioni e raffiguranti scene di battaglia, di cui sono stati recuperati circa 122 mq su una superficie originale di 184 mq. Il ciclo è stato disvelato grazie a una campagna di restauro promossa dal Comune di Fiorano negli anni Ottanta del Novecento, che ha permesso di rimuovere lo strato di intonaco che ricopriva i dipinti, un occultamento di cui non sono note l’epoca e le ragioni.

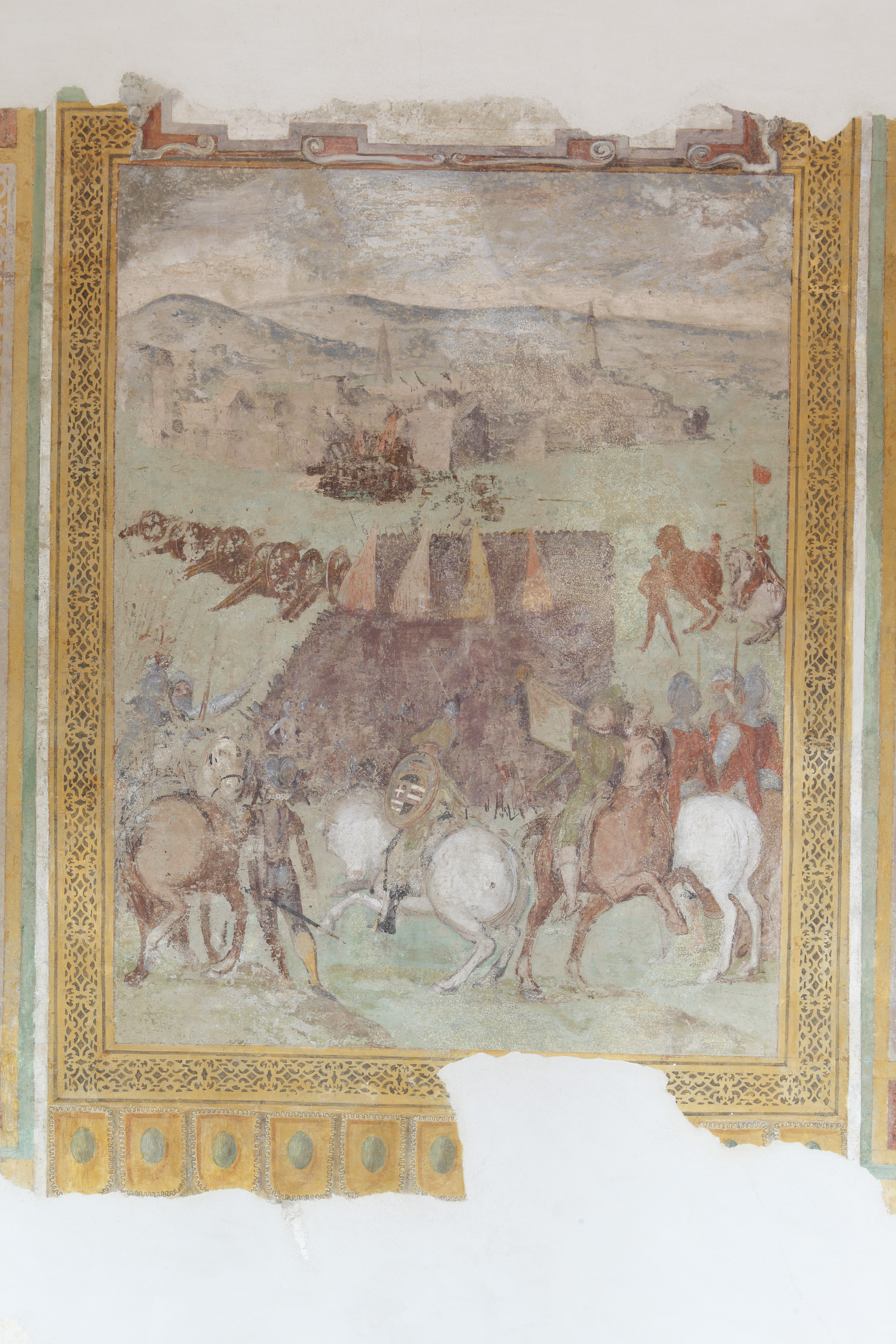
Un affresco nella Galleria delle battaglie nel Castello di Spezzano

Da documenti di archivio è emerso che a partire dal 1594 Marco III Pio, signore di Sassuolo, fece ingenti investimenti per trasformare il castello in una residenza all’altezza della sua ambiziosa politica tesa a posizionare il suo piccolo stato sulla scena politica della Penisola. Tra i pittori che compaiono nella contabilità del cantiere, ci sono Cesare Baglione – il cui stile è riconoscibile nella Sala delle vedute – e Giovanni Guerra, artista di grande fama all’epoca, impegnato anche nel prestigioso cantiere del Vaticano. A lui, già autore di grandi cicli di affreschi a Roma, viene attribuito lo stile della Galleria delle battaglie, influenzato dall’opera di Nicolò dell'Abate e dall’arte fiamminga.
Dal disvelamento degli affreschi sono state fatte diverse ipotesi sui soggetti raffigurati, ipotesi rese complicate dai riferimenti topografici generici e dall’abrasione delle iscrizioni dei cartigli, dei volti e degli stemmi. A partire da una prima datazione fra quarto e quinto decennio del XVI secolo e dalla presunta affinità con lo sfondo del ritratto di Alfonso I d'Este attribuito a Battista Dossi (1535 circa), dove è ritratta verosimilmente la battaglia di Polesella, si era in un primo momento supposto che diversi riquadri ritraessero episodi delle guerre d’Italia, dalla battaglia di Polesella del 1509 alla battaglia di Ravenna dell’11 aprile 1512, cui i Pio parteciparono schierandosi con Alfonso I d'Este e i francesi contro la Lega Santa, costituita da papato, Spagna e Venezia.
Dopo la nuova datazione degli affreschi, resa possibile, come già detto, dalle ricerche di archivio, l’orientamento degli studiosi è che a Spezzano siano raffigurate diverse tappe della guerra d'Ungheria, sparse lungo il Danubio, ipotesi sostenuta dalla recente identificazione, da parte di György Domokos e Rosa Lupoli, di una delle località dipinte sulle pareti della galleria con l’ungherese Esztergom, dove Marco Pio aveva combattuto nel 1595. Oltre alle battaglie ungheresi, forse, a Spezzano sono ritratte anche alcune battaglie in Fiandra, cui Marco III Pio aveva partecipato.

## Sala delle vedute

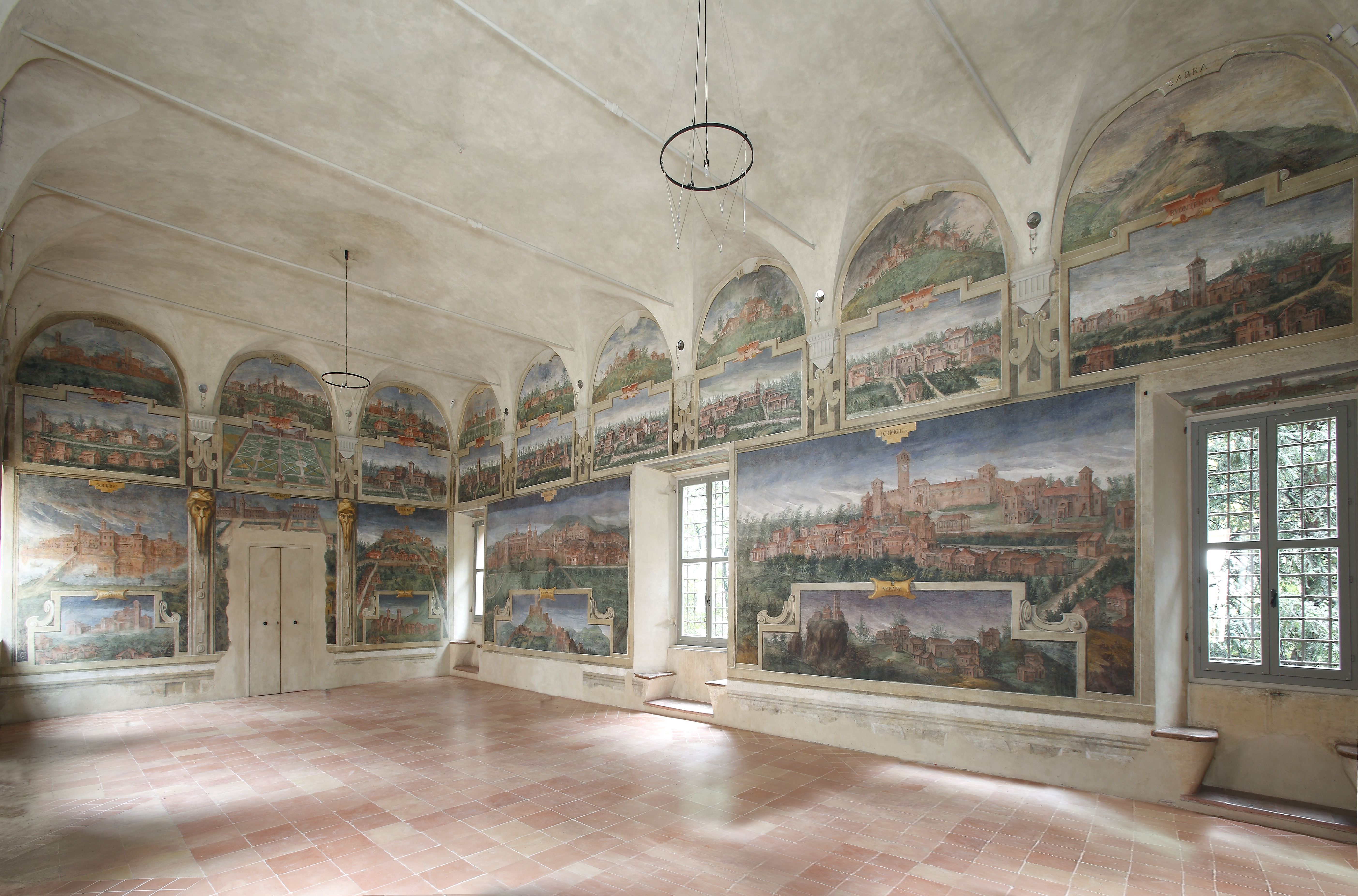
Panoramica della Sala delle vedute del Castello di Spezzano

Situata al piano terra si trova la sala più grande del castello denominata "Sala delle vedute", così chiamata per gli importanti affreschi rappresentanti appunto "vedute" delle località dei dintorni così com'erano nella seconda metà del XVI secolo. Si tratta di una testimonianza eclatante di una particolare tendenza artistica della prima età moderna volta a creare ambienti di rappresentanza affrescati con veri e propri cicli pittorici murari a carattere geo-iconografico che spaziavano dalla rappresentazione di terre e città alle più larghe vedute topografiche e “di paesi”.
Lo scopo prevalente di simili cicli è di natura simbolica e commemorativa del potere principesco. Le grandi mappe affrescate non hanno finalità fiscali, amministrative o militari, ma servono per il loro potenziale comunicativo e retorico, utile ad affermare la sovranità territoriale e la legittimazione del potere. Le cinquantasette immagini della Sala delle vedute, affrescate su tre registri a lunette e riquadri sovrapposti, furono quindi scelte per magnificare la potenza dei Pio mostrando tutti i loro possedimenti ripartiti nelle cinque podesterie di Sassuolo, Spezzano, Formigine, Brandola e Soliera. Inoltre, la realizzazione delle pitture della sala ha anche l'intento di celebrare l'avvenuta saldatura tra il dominio di Marco Pio sul feudo di Sassuolo, ereditato dal padre, e sui feudi in Sabina di Ginestra, Torricella e Stipeto, portati in dote dal matrimonio con Clelia Farnese e di cui poteva disporre pienamente solo a partire dal 1595.
All'interno di quello che considerava la sua residenza estiva e preferita, Marco Pio di Savoia commissionò le vedute a Cesare Baglione, che le realizzò probabilmente tra il 1595 ed il 1596
affidandosi a una poetica esecutiva fatta di pennellate rapide e immediate, in grado di rendere in maniera ugualmente efficace la profondità atmosferica e gli elementi naturali, le rare figure animate e le architetture.
Gli affreschi furono restaurati per la prima volta nel 1735 dal marchese Luigi Coccapani, poi nell'Ottocento ed anche nel 1990.

## Prigioni / Acetaia comunale
Nella torre pentagonale nell'angolo sud-est vi erano quattro prigioni destinate alla detenzione dei condannati. Le prigioni erano posizionate verticalmente una per piano, quasi tutte senza finestre e prive di servizi igienici. I prigionieri fecero delle incisioni sulle pareti delle celle, alcune delle quali tuttora visibili grazie al rinvenimento durante i restauri di fine 1900.
Inaugurata nel 2008 l'ex prigione collocata più in alto è stata adibita dall'amministrazione di Fiorano Modenese ad acetaia comunale. In questa sala sono presenti tre batterie di botti comunali per la produzione dell'Aceto Balsamico Tradizionale. Nel castello di Spezzano, dal 2005, vengono organizzati dei corsi annuali di degustazione ed avvicinamento all'aceto balsamico nel mese di ottobre.

## Museo della ceramica

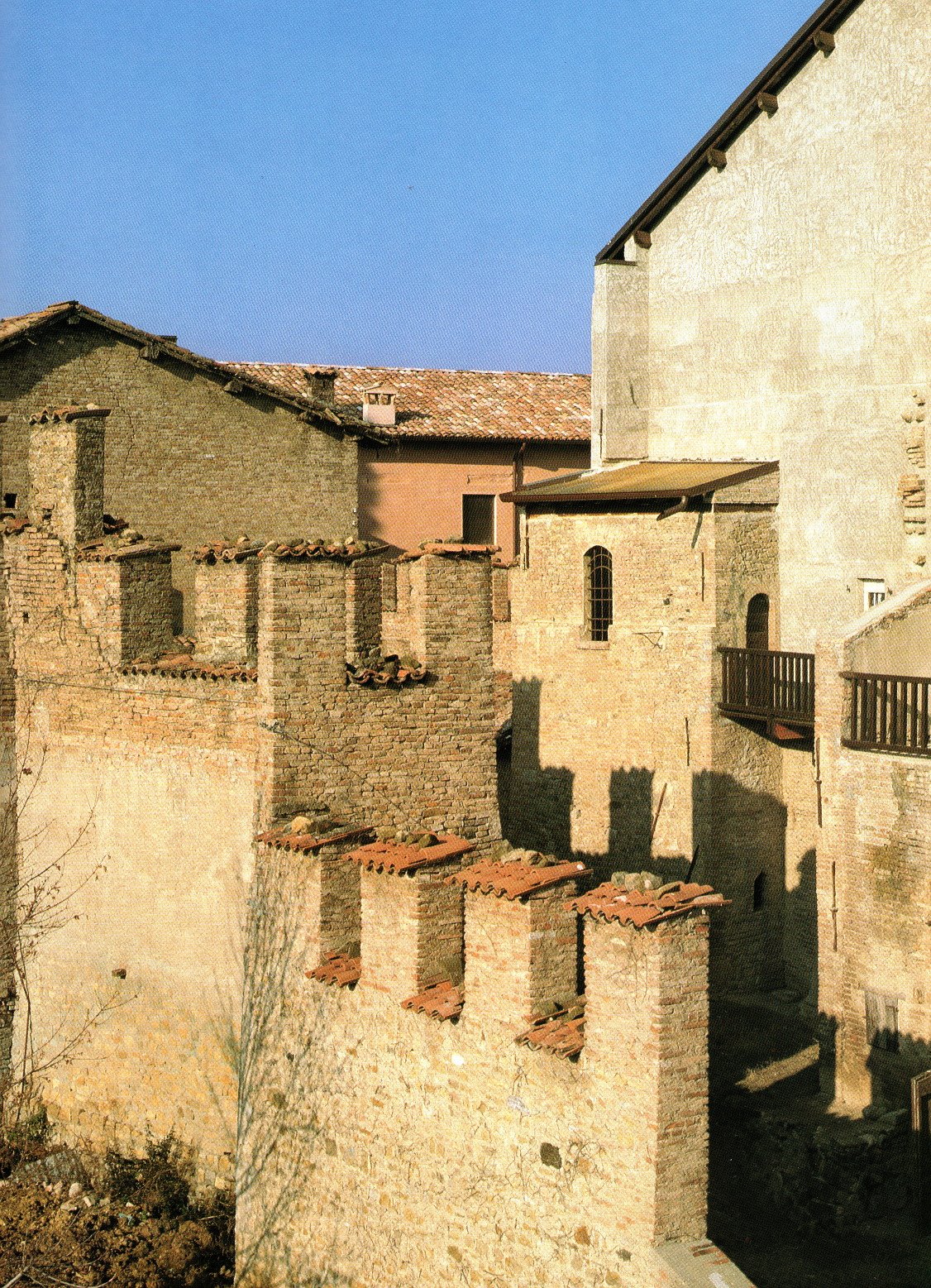
Castello di Spezzano, ala meridionale

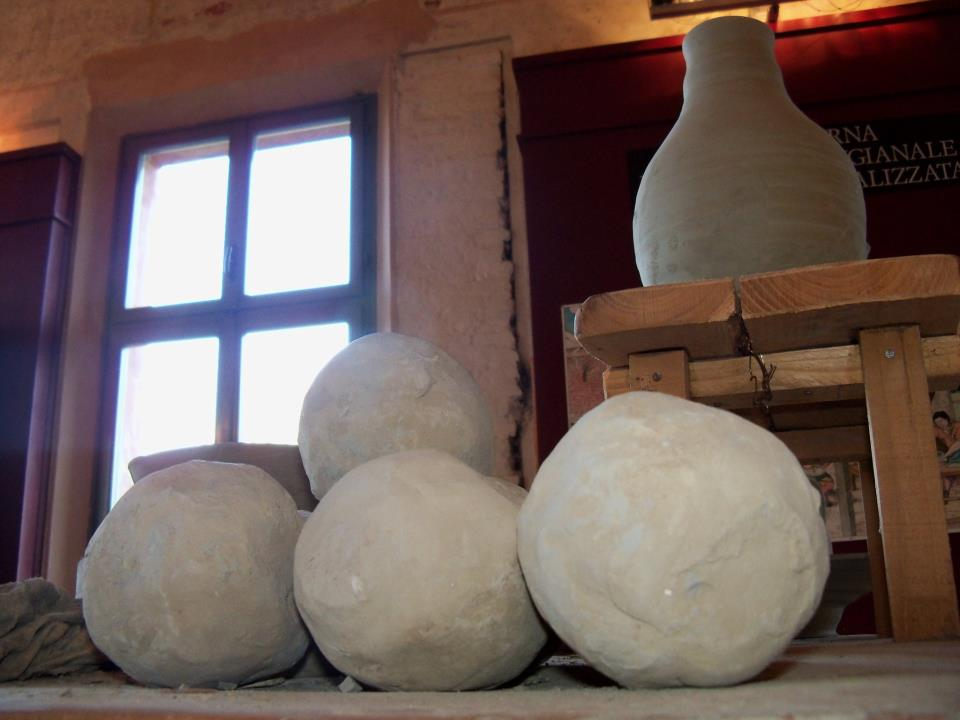
Mostra della ceramica situata all'interno del castello

Il museo della ceramica raccoglie reperti originali, ricostruzioni e laboratori per raccontare l'evoluzione della tecnologia produttiva. Il museo è stato aperto al pubblico per la prima volta nel luglio del 1998 inizialmente con un'unica sezione dedicata al periodo storico più antico. Il museo è stato completato con ulteriori 5 sezioni che raccontano la storia dei processi ceramici e della manodopera, l'evoluzione del design e del made in Italy fino all'età attuale.